# Distretto di Tomdi
Il distretto di Tomdi è uno degli 8 distretti della Regione di Navoiy, in Uzbekistan, è stato istituito nel 1928. Il capoluogo è Tomdibulok. L'economia del distretto si basa principalmente sull'allevamento della pecora caracul.